# Павуки-вовки
Павуки-вовки (Lycosidae) — родина павуків, мандрівні мисливці або мешканці нірок середнього або крупного розміру, зазвичай мають темне забарвлення. Павутину не прядуть. Відомо близько 124 родів, які включають 2888 видів.
Павуки-вовки нагадують павуків-розплідників (родина Pisauridae), однак павуки-вовки несуть свої яєчні мішечки, прикріплюючи їх до своїх прядок, тоді як Pisauridae несуть свої яєчні мішечки з хеліцерами та педіпальпами. Двоє з восьми очей павука-вовка є великими та помітними, що відрізняє їх від павуків-розплідників, чиї очі мають приблизно однаковий розмір. Це також може допомогти відрізнити їх від схожих на вигляд трав'яних павуків.

## Опис
Середнього розміру та великі павуки, розміром тіла від 1 до 3,5 см у довжину. Вони мають вісім очей, розташованих у три ряди. Нижній ряд складається з чотирьох маленьких очей, середній ряд має два дуже великих ока, а верхній ряд має два ока середнього розміру. На відміну від більшості інших павуків, які погано бачать, павуки-вовки мають добрий зір.
Оскільки вони залежать від камуфляжу для захисту, вони не мають кричущого вигляду, як у деяких інших видів павуків. Загалом, їх забарвлення відповідає середовищу проживання.
Темно-коричневий павук Hogna carolinensis є найбільшим видом у США.
Деякі види павуків-вовків, що мають певні спільні риси, мають назву Тарантули. Зазвичай в українській мові тарантулами називають павуків роду Lycosa, а також близькі за морфологією окремі види з родів Geolycosa, Alopecosa, Hogna. Павуки-вовки тарантулового типу відрізняються від решти близьких видів значними розмірами (відносяться до найбільших павуків Європи),  наявністю опушення з рясних волосків та лусочок, способом життя (вони мало мандрують і більшу частину життя проводять у глибоких норах), характерним вугільно-чорним забарвленням нижньої частини тіла, що різко контрастує з верхньою, спинною стороною (спинна сторона світліша й забарвлена під колір субстрату - у відтінки коричневого, сірого чи жовтого та зазвичай має строкатий візерунок у вигляді ялинки або ряду літер W, розташованих одна за другою), контрастними білими смужками на кінцівках знизу, а також активною поведінкою при самозахисті: на відміну від інших павуків-вовків, що втікають при небезпеці, тарантули приймають загрозливу позу, встають дибки, демонструючи контрастне забарвлення нижньої частини тіла (іноді падають на спину), розкривають хеліцери й роблять стрибки в бік супротивника, можуть вчепитися й укусити. В Україні найбільш поширеним та відомим є Південноруський тарантул (Lycosa singoriensis), що мешкає по всій країні й якого можна зустріти фактично в усіх областях, також більш локально поширені Превеликий тарантул (L. praegrandis), Земляний чорний тарантул (Geolycosa vultuosa), Павук-лисиця (Alopecosa fabrilis), Павук-лисиця Шмідта (A. schmidti).

## Спосіб життя
Самиці павуків-вовків носять яйця в спеціальному коконі, який виглядає як шовкова куля, прикріплена до павутинних бородавок на кінці черевця. Самиця тримає черевце піднятому положенні, щоб кокон не волочився по землі. Навіть з коконом самиця здатна полювати на здобич. Іншим аспектом, унікальним для павуків-вовків, є спосіб догляду за молоддю. Відразу після виходу павуків із захисного кокона вони піднімаються на ноги матері й скупчуються на спинному боці черевця. Мати носить павуків протягом декількох тижнів, поки вони не стануть достатньо великими, щоб розійтися і забезпечувати себе самостійно. Інших павуків, що носили б своїх дитинчат на спинах протягом тривалого періоду, не відомо.
Павуки-вовки відіграють важливу роль у природному контролі популяції комах, і їх вважають корисними через поїдання ними шкідників у господарствах та садах.
Деякі представники родини Lycosidae будують глибокі трубчасті нори, у яких вони ховаються більшу частину часу. Інші шукають притулку під скелями та інших укриттів, яких може забезпечити природа. Вони можуть блукати з місця на місце, тому, ймовірно, їх приверне людське житло, коли восени погода стане холоднішою. Як і взагалі з павуками, самців майже будь-яких видів іноді можна зустріти всередині будинків та будівель, коли вони блукають у пошуках самок восени.

## Еволюція видів
Павуки-вовки, ймовірно, виникли після  Крейдового вимирання десь у пізньому палеоцені, причому більшість основних підродин, ймовірно, з'явилися в еоцені та ранньому олігоцені між 41 і 32 мільйонів років тому.

## Отрута
Павуки-вовки вводять отруту, якщо їх постійно провокують або при зустрічі з самцями в період спарювання. Симптомами їх укусів є набряк, слабкий біль та свербіж. Отрута цього виду не відноситься до небезпечних, але краще уникати провокації на напад.

## Спарювання
Багато видів павуків-вовків мають дуже складну поведінку залицяння та вторинні статеві ознаки, такі як пучки щетинок на ногах або особливі забарвлення, які найчастіше зустрічаються у самців виду. Ці статеві ознаки різняться залежно від виду і найчастіше зустрічаються як модифікації першої пари ніг.

## Роди
Станом на квітень 2019 World Spider Catalog [Архівовано 12 серпня 2020 у Wayback Machine.] визнає наступні роди:
- Acantholycosa Dahl, 1908 — Азія, Європа, Північна Америка
- Adelocosa (англ.) Gertsch, 1973 — Гаваї
- Agalenocosa (англ.) Mello-Leitão, 1944 — Південна Америка, Океанія, Мексика, Індія
- Aglaoctenus (англ.) Tullgren, 1905 — Південна Америка
- Algidus (англ.) Simon, 1898 — Венесуела
- Allocosa (англ.) Banks, 1900 — Океанія, Північна Америка, Африка, Південна Америка, Коста-Рика, Азія, Європа
- Allotrochosina[en] (англ.) Roewer, 1960 — Австралія, Нова Зеландія
- Alopecosa[en] (англ.) Simon, 1885 — Азія, Європа, Південна Америка, Африка, Північна Америка, Океанія
- Amblyothele[en] (англ.) Simon, 1910 — Африка
- Anomalomma[en] (англ.) Simon, 1890 — Пакистан, Індонезія, Зімбабве
- Anomalosa[en] (англ.) Roewer, 1960 — Австралія
- Anoteropsis[en] (англ.) L. Koch, 1878 — Нова Зеландія, Папуа Нова Гвінея
- Arctosa[en] (англ.) C. L. Koch, 1847 — Африка, Європа, Азія, Південна Америка, Північна Америка, Вануату
- Arctosippa Roewer, 1960 — Перу
- Arctosomma Roewer, 1960 — Ефіопія
- Artoria Thorell, 1877 — Океанія, Африка, Азія
- Artoriellula Roewer, 1960 — Південна Африка, Індонезія
- Artoriopsis Framenau, 2007 — Австралія, Нова Зеландія
- Aulonia C. L. Koch, 1847 — Туреччина
- Auloniella Roewer, 1960 — Танзанія
- Birabenia Mello-Leitão, 1941 — Аргентина, Уругвай
- Bogdocosa Ponomarev & Belosludtsev, 2008 — Азія
- Brevilabus Strand, 1908 — Кот-д'Івуар, Сенегал, Ефіопія
- Bristowiella Saaristo, 1980 — Коморські та Сейшельські острови
- Camptocosa Dondale, Jiménez & Nieto, 2005 — Сполучені Штати Америки, Мексика
- Caporiaccosa Roewer, 1960 — Ефіопія
- Caspicosa Ponomarev, 2007 — Казахстан, Росія
- Costacosa Framenau & Leung, 2013 — Австралія
- Crocodilosa Caporiacco, 1947 — Індія, М'янма, Єгипет
- Cynosa Caporiacco, 1933 — Північна Африка
- Dejerosa Roewer, 1960 — Мозамбік
- Deliriosa Kovblyuk, 2009 — Україна
- Diahogna Roewer, 1960 — Австралія
- Diapontia Keyserling, 1877 — Південна Америка
- Dingosa Roewer, 1955 — Австралія, Перу, Бразилія
- Dolocosa Roewer, 1960 — острів Святої Єлени
- Donacosa Alderweireldt & Jocqué, 1991 — Іспанія
- Dorjulopirata Buchar, 1997 — Бутан
- Draposa Kronestedt, 2010 — Азія
- Dzhungarocosa Fomichev & Marusik, 2017 — Казахстан
- Edenticosa Roewer, 1960 — Екваторіальна Гвінея
- Evippa Simon, 1882 — Африка, Азія, Іспанія
- Evippomma Roewer, 1959 — Африка, Азія
- Foveosa Russell-Smith, Alderweireldt & Jocqué, 2007
- Geolycosa Montgomery, 1904 — Африка, Південна Америка, Азія, Північна Америка, Океанія
- Gladicosa Brady, 1987 — Північна Америка
- Gnatholycosa Mello-Leitão, 1940 — Аргентина
- Gulocosa Marusik, Omelko & Koponen, 2015
- Hesperocosa Gertsch & Wallace, 1937 — Сполучені Штати Америки
- Hippasa Simon, 1885 — Африка, Азія
- Hippasella Mello-Leitão, 1944 — Аргентина, Перу, Болівія
- Hoggicosa Roewer, 1960 — Австралія
- Hogna Simon, 1885 — Азія, Африка, Південна Америка, Північна Америка, Карибський басейн, Європа, Океанія, Центральна Америка
- Hognoides Roewer, 1960 — Танзанія, Мадагаскар
- Hyaenosa Caporiacco, 1940 — Азія, Африка
- Hygrolycosa Dahl, 1908 — Азія, Греція
- Kangarosa Framenau, 2010 — Австралія
- Katableps Jocqué, Russell-Smith & Alderweireldt, 2011
- Knoelle Framenau, 2006 — Австралія
- Lobizon Piacentini & Grismado, 2009 — Argentina
- Loculla Simon, 1910 — Іран, Африка
- Lycosa Latreille, 1804 — Північна Америка, Африка, Карибський басейн, Азія, Океанія, Південна Америка, Центральна Америка, Європа
- Lycosella Thorell, 1890 — Індонезія
- Lysania Thorell, 1890 — Китай, Малайзія, Індонезія
- Mainosa[en] (англ.) Framenau, 2006 — Австралія
- Malimbosa[en] (англ.) Roewer, 1960 — Західна Африка
- Margonia[en] (англ.) Hippa & Lehtinen, 1983 — Індія
- Megarctosa[en] (англ.) Caporiacco, 1948 — Африка, Азія, Аргентина, Греція
- Melecosa Marusik, Omelko & Koponen, 2015
- Melocosa Gertsch, 1937 — Північна Америка, Бразилія
- Minicosa Alderweireldt & Jocqué, 2007 — Південна Африка
- Molitorosa Roewer, 1960 — Brazil
- Mongolicosa Marusik, Azarkina & Koponen, 2004 — Монголія, Китай
- Mustelicosa Roewer, 1960 — Україна, Азія
- Navira Piacentini & Grismado, 2009 — Аргентина
- Notocosa Vink, 2002 — Нова Зеландія
- Nukuhiva[en] (англ.) Berland, 1935 — Marquesas Is.
- Oculicosa[en] (англ.) Zyuzin, 1993 — Казахстан, Узбекистан, Туркменістан
- Ocyale[en] (англ.) Audouin, 1826 — Африка, Перу, Азія
- Orinocosa[en] (англ.) Chamberlin, 1916 — Південна Америка, Африка, Азія
- Ovia[en] (англ.) Sankaran, Malamel & Sebastian, 2017 — Індія, Китай, Тайвань
- Paratrochosina Roewer, 1960 — Argentina, Північна Америка, Russia
- Pardosa C. L. Koch, 1847 — Азія, Європа, Південна Америка, Північна Америка, Африка, Карибський басейн, Океанія, Central America
- Pardosella Caporiacco, 1939 — Ефіопія, Танзанія
- Passiena Thorell, 1890 — Африка, Азія
- Pavocosa Roewer, 1960 — Аргентина, Бразилія, Таїланд
- Phonophilus Ehrenberg, 1831 — Лівія
- Pirata Sundevall, 1833 — Південна Америка, Африка, Північна Америка, Азія, Куба, Центральна Америка
- Piratula Roewer, 1960 — Азія, Північна Америка, Україна
- Portacosa Framenau, 2017 — Австралія
- Proevippa Purcell, 1903 — Африка
- Prolycosides Mello-Leitão, 1942 — Аргентина
- Pseudevippa Simon, 1910 — Намібія
- Pterartoria Purcell, 1903 — Південна Африка, Лесото
- Pyrenecosa Marusik, Azarkina & Koponen, 2004 — Європа
- Rabidosa Roewer, 1960 — Сполучені Штати Америки
- Satta Lehtinen & Hippa, 1979 — Папуа Нова Гвінея
- Schizocosa Chamberlin, 1904 — Південна Америка, Азія, Африка, Північна Америка, Вануату, Південна Америка
- Shapna Hippa & Lehtinen, 1983 — Індія
- Sibirocosa Marusik, Azarkina & Koponen, 2004 — Росія
- Sosippus Simon, 1888 — Північна та Центральна Америка
- Syroloma[en] (англ.) Simon, 1900 — Гаваї
- Tapetosa[en] (англ.) Framenau, Main, Harvey & Waldock, 2009
- Tasmanicosa[en] (англ.) Roewer, 1959 — Австралія
- Tetralycosa[en] (англ.) Roewer, 1960 — Австралія
- Tigrosa[en] (англ.) Brady, 2012 — Північна Америка
- Trabea Simon, 1876 — Африка, Іспанія, Туреччина
- Trabeops Roewer, 1959 — Північна Америка
- Trebacosa Dondale & Redner, 1981 — Європа, Північна Америка
- Tricassa Simon, 1910 — Намібія, Південна Африка, Мадагаскар
- Trochosa C. L. Koch, 1847 — Північна Америка, Азія, Африка, Південна Америка, Океанія, Центральна Америка, Європа, Карибський басейн
- Trochosippa Roewer, 1960 — Африка, Індонезія, Аргентина
- Tuberculosa Framenau & Yoo, 2006 — Австралія
- Varacosa Chamberlin & Ivie, 1942 — Північна Америка
- Venator Hogg, 1900 — Австралія
- Venatrix Roewer, 1960 — Океанія, Філіппіни
- Venonia Thorell, 1894 — Азія, Океанія
- Vesubia (англ.) Simon, 1910 — Італія, Росія, Туркменістан
- Wadicosa (англ.) Zyuzin, 1985 — Африка, Азія
- Xerolycosa (англ.) Dahl, 1908 — Азія, Танзанія
- Zantheres (англ.) Thorell, 1887 — М'янма
- Zenonina (англ.) Simon, 1898 — Африка
- Zoica (англ.) Simon, 1898 — Азія, Океанія
- Zyuzicosa (англ.) Logunov, 2010 — Азія

## Рекомендована література
- Платнік, Норман І. (2008): Світовий каталог павуків [Архівовано 10 листопада 2009 у Wayback Machine.](англ.), версія 8.5. Американський музей природознавства.